# Henri Erumba
Henri Erumba (Leopoldstad, 18 juni 1937 - Molenbeek, 11 augustus 2012) was een Congolees-Belgische voetballer. Hij speelde in de jaren 60 voor onder meer RSC Anderlecht en Crossing Molenbeek.

## Biografie
Henri Erumba, zoon van Gota Erumba en Ursuline Banama, werd in 1937 geboren in Leopoldstad, de toenmalige hoofdstad van Belgisch-Congo. Hij was de jongste van een gezin bestaande uit vijf kinderen. Erumba had twee broers en zussen. Op 16-jarige leeftijd maakte hij in Leopoldstad zijn debuut voor de club van het Leger des Heils. Drie jaar later stapte hij over naar AS Vita Club. Erumba combineerde het voetbal met werken voor de bedrijven die sponsorgeld betaalden aan zijn club. In 1956 trouwde Erumba ook met Hélène Ngono Nkuta. Ze kregen samen zeven kinderen.
In 1957 zakte hij met de nationale ploeg van Congo af naar België. Hij nam er met zijn land deel aan een toernooi, waar hij werd opgemerkt door bestuurslui van RSC Anderlecht. Twee jaar later sloot hij zich aan bij de Brusselse club. Erumba werd de eerste zwarte speler in loondienst van Anderlecht. Op 11 oktober 1959 scoorde hij in de topper tegen Standard Luik zijn enige doelpunt voor paars-wit. Het duel eindigde op 4-0.
Door de concurrentie met Paul Van Himst, Jeng Van den Bosch en Jozsef Wölbling kon hij Erumba nooit doorbreken bij Anderlecht. In 1961 verhuisde hij naar het naburige Crossing Molenbeek. In zijn eerste seizoen promoveerde hij meteen naar tweede klasse, al beleefde hij dat jaar ook een persoonlijk dieptepunt met het overlijden van zijn vader. Na vijf seizoenen trok de inmiddels 29-jarige aanvaller naar het bescheiden VC Groot-Bijgaarden. Van 1968 tot 1970 voetbalde hij nog voor RCS de Schaerbeek.
In 1967 opende hij met Moziki de eerste Congolese bar in Brussel. Twee jaar later werd hij uitbater van de bar Nganda Erumba. Tot 1994 combineerde hij zijn job als café-uitbater met een baan bij het bedrijf De Keyn.